# Roc de Courlande
Le roc de Courlande est un sommet des monts Dore dans le Massif central.

## Toponymie
Le roc de Courlande est aussi dénommé puy de Pouge.

## Géographie

### Situation
Le roc de Courlande est situé sur la commune de Chastreix, à l'ouest du puy de Chabane.

### Géologie
Le sous-sol du roc de Courlande est constitué de trachyandésite.

## Activités

### Protection environnementale
Son versant sud-oriental est inclus dans le site Natura 2000 « Monts Dore », tandis que l'intégralité de son sommet est répertoriée en ZNIEFF de type 2 « Monts Dore ».

### Randonnée
En empruntant le sentier des 3 vierges par le chemin de l'autel en pierre, le sommet peut être atteint, offrant ainsi une vue panoramique sur les plateaux de l'Artense et de Millevaches, ainsi que sur les orgues de Bort et les monts du Cantal.

## Religion
Le roc de Courlande, consacré à la Vierge Marie, était un lieu de pèlerinage. Trois statues de la Vierge sont disposées le long du chemin menant à la croix et au sommet.